# Seia
Seia – miejscowość w Portugalii, leżąca w dystrykcie Guarda, w regionie Centrum w podregionie Serra da Estrela. Miejscowość jest siedzibą gminy o tej samej nazwie.

## Demografia
| Liczba ludności gminy Seia (1801–2011) | Liczba ludności gminy Seia (1801–2011) | Liczba ludności gminy Seia (1801–2011) | Liczba ludności gminy Seia (1801–2011) | Liczba ludności gminy Seia (1801–2011) | Liczba ludności gminy Seia (1801–2011) | Liczba ludności gminy Seia (1801–2011) | Liczba ludności gminy Seia (1801–2011) | Liczba ludności gminy Seia (1801–2011) | Liczba ludności gminy Seia (1801–2011) |
| -------------------------------------- | -------------------------------------- | -------------------------------------- | -------------------------------------- | -------------------------------------- | -------------------------------------- | -------------------------------------- | -------------------------------------- | -------------------------------------- | -------------------------------------- |
| 1801                                   | 1849                                   | 1900                                   | 1930                                   | 1960                                   | 1981                                   | 1991                                   | 2001                                   | 2004                                   | 2011                                   |
| 9 993                                  | 14 557                                 | 31 929                                 | 31 283                                 | 34 436                                 | 31 352                                 | 30 362                                 | 28 144                                 | 27 574                                 | 24 702                                 |

## Sołectwa
Sołectwa gminy Seia (ludność wg stanu na 2011 r.):
- Alvoco da Serra – 466 osób
- Cabeça – 178 osób
- Carragozela – 380 osób
- Folhadosa – 327 osób
- Girabolhos – 317 osób
- Lajes – 273 osoby
- Lapa dos Dinheiros – 294 osoby
- Loriga – 1053 osoby
- Paranhos da Beira – 1503 osoby
- Pinhanços – 716 osób
- Sabugueiro – 478 osób
- Sameice – 367 osób
- Sandomil – 917 osób
- Santa Comba – 834 osoby
- Santa Eulália – 271 osób
- Santa Marinha – 991 osób
- Santiago – 1205 osób
- São Martinho – 638 osób
- São Romão – 2743 osoby
- Sazes da Beira – 283 osoby
- Seia – 6342 osoby
- Teixeira – 187 osób
- Torrozelo – 481 osób
- Tourais – 1440 osób
- Travancinha – 472 osoby
- Valezim – 310 osób
- Várzea de Meruge – 249 osób
- Vide – 583 osoby
- Vila Cova à Coelheira – 404 osoby